# Osmolalitet
Osmolalitet är inom kemin en variant av koncentrationsmåttet molalitet. Osmolaliteten tar enbart hänsyn till de osmotiskt aktiva ämnena i en lösning, det vill säga de lösta ämnen som bidrar till det osmotiska trycket. Mätningar av osmolalitet för urin, serum och blodplasma är vanligt i medicinska sammanhang. I dessa tillämpningar är osmolalitet vanligare att använda än det besläktade måttet osmolaritet (som bygger på lösningens volym), eftersom osmolaliteten kan fås fram genom att mäta fryspunktssänkningen, vilket är enkelt att göra i ett medicinskt laboratorium.
Enheten för osmolalitet (bosm) är osmol/kg, antal mol osmotiskt aktiva ämnen lösta i ett kilogram lösningmedel enligt:
{\displaystyle b_{\mathrm {osm} }={\frac {n_{\mathrm {osm} }}{m_{\text{Lösningsmedel}}}}}
där
- nosm: substansmängd osmotiskt aktivt ämne.
- mlösningsmedel: lösningsmedlets massa, i medicinska sammanhang i allmänhet vatten.

Osmolaliteten hos däggdjurs blodplasma är cirka 290 milliosmol/kg H2O.